# Jonge Democraten
Jonge Democraten (nederländska: Unga Demokrater), förkortat JD är ett nederländskt liberalt ungdomsförbund. Förbundet grundades 1984 och är fristående men nära anknutet till det socialliberala partiet Democraten 66. Förbundet definierar sin ideologi som "vrijzinnig" vilket kan översättas till liberalt eller frisinnat. Dess ordförande heter Wouter van Erkel
Förbundet är fullvärdig medlem i de båda paraplyorganisationerna International Federation of Liberal Youth (IFRLY) och  Liberal Youth Movement of the European Community (LYMEC).